# 지방도 제1008호선
지방도 제1008호선(부림 ~ 하남선)은 대한민국 경상남도 의령군 부림면 세간교삼거리와 밀양시 하남읍 수산 교차로를 잇는 경상남도의 지방도이다.
창녕군 영산면에서 밀양시 하남읍에 이르는 구간은 왕복 4차선, 나머지 구간은 왕복 2차선으로 구성되어 있다. 또한 창녕군 장마면에서 부곡면에 이르는 구간은 국도 제79호선과 중복 되는 것이 특징이다.

## 연혁
- 2003년 2월 20일 : 노선 폐지 및 재지정[1][2]
- 2005년 7월 18일 : 창녕군 부곡면 수다리 ~ 밀양시 초동면 성만리 4.4km 구간 개통[3]
- 2006년 7월 13일 : 기존 창녕군 부곡면 수다리 ~ 밀양시 초동면 신월리 3.4km 구간 노선 지정 해제 및 신설된 4.4km 구간으로 노선 지정 변경[4]
- 2008년 2월 22일 : 부곡 ~ 수산간 도로 (밀양시 초동면 성만리 ~ 밀양시 하남읍 수산리) 4.56km 구간 개통[5]
- 2009년 10월 15일 : 지방도 노선 조정[6]
- 2017년 5월 4일 : 총연장을 40.368km에서 40.268km로 변경[7]

## 주요 경유지
- 의령군
  - 부림면 세간교삼거리 - 경산리 - 박진교

- 창녕군
  - 남지읍 박진교 - 대곡리 - 반포리 - 반포초등학교 (폐교) - 칠현리 - 고곡리 - 소재교 - 두곡삼거리 - 가림고개
  - 장마면 대봉리 - 동정리 - 동정삼거리 - 화영삼거리 - 화영교 - 강리삼거리 - 장마삼거리 - 강리 - 유리
  - 계성면 봉산리 - 봉산삼거리 - 계성삼거리 - 관곡교 - 계성 교차로
  - 영산면 서리농공단지 - 영산사거리 - 연지못 - 영산 나들목 - 영산교 - 동리 - 죽사리
  - 도천면 덕곡리 - 원앙삼거리 - 원앙고개
  - 부곡면 원앙고개 - 온천사거리 - 부곡1교 - 온정 교차로 - 온정리 - 수다리 - 수다교 - 인교사거리 - 인교

- 밀양시
  - 초동면 인교 - 오방 교차로 - 오방리 - 초동 교차로 - 초동교 - 성만 교차로 - 금포리
  - 하남읍 귀명리 - 귀명 교차로 - 안강교 - 수산 교차로

## 중복 구간
- 의령군 부림면 세간교삼거리 ~ 경산리 : 국가지원지방도 제60호선과 중복
- 창녕군 장마면 동정삼거리 ~ 부곡면 온정 교차로 : 국도 제79호선과 중복

## 도로명
- 의령군 부림면 세간교삼거리 ~ 창녕군 남지읍 두곡삼거리 : 박진로
- 창녕군 남지읍 두곡삼거리 ~ 장마면 동정삼거리 : 장마고곡로
- 창녕군 장마면 동정삼거리 ~ 영산면 영산사거리 : 영산장마로
- 창녕군 영산면 영산사거리 ~ 영산 나들목 : 영산계성로
- 창녕군 영산면 영산 나들목 ~ 밀양시 하남읍 수산 교차로 : 온천로

## 개통 전 논란
밀양시 초동면에서 하남읍에 이르는 왕복 4차선 구간은 당초 2008년 1월 10일에 개통하기로 하였으나, 인근의 주민들이 국도 제25호선과 연결되는 수산 교차로에서의 국도 제25호선 접속도로 경사가 심해 교통사고가 빈발할 우려가 높다며 이 일대 교차로 개선촉구를 요구하며 개통에 반발하고 나섰다. 당초 밀양 시의회에서도 이 부근을 평면교차로가 아닌 입체교차로로 설계를 변경 할 것을 1999년부터 건설교통부에 요구해 왔었지만 예산문제로 수용되지 않았다. 이에 경상남도는 수산 교차로 등의 사고 다발우려지역에 신호등을 우선적으로 설치하기로 하고, 추후 건설교통부와 협의하여 입체교차로를 설치하는 대책을 내놓기로 하였다. 결국 이 구간은 당초보다 1달가량 지연된 2008년 2월 28일이 되어서야 완전히 개통하였다.